# Clévilliers
Clévilliers település Franciaországban, Eure-et-Loir megyében. Lakosainak száma 753 fő (2022. január 1.). Clévilliers Tremblay-les-Villages és Mittainvilliers-Vérigny községekkel határos.

## Népesség
A település népességének változása:
| Lakosok száma | 403  | 452  | 549  | 718  | 710  | 703  | 707  | 722  | 716  | 753  |
|               | 1968 | 1982 | 1990 | 2006 | 2013 | 2015 | 2017 | 2019 | 2020 | 2022 |